# Jean Le Buis
 (Mai 2023).
Jean Le Buis, né dans Verdun à Montréal le 30 novembre 1956, est un organiste, un professeur et un compositeur québécois. 

## Études
Il entre au conservatoire de musique de Montréal en 1971 et obtient un premier en prix analyse en 1980 avec Gilles Tremblay et un premier prix d’orgue avec Gaston Arel en 1981. Ses autres professeurs sont Magdeleine Martin en composition et Raymond Daveluy en improvisation.
Il se perfectionne en Europe au début des années 80 au conservatoire de Rueil-Malmaison avec Marie-Claire Alain et y obtient un premier prix d’orgue en 1983. Il travaille le répertoire espagnol à l’Académie d’été de Salamanque avec Montserrat Torrent. Il prend aussi des cours sur la musique italienne avec Luigi Ferdinando Tagliavini.

## Distinctions
- 1979 - Premier prix au Concours d’orgue John-Robb (Lynnwood-Farnam depuis 2004) à Montréal.
- 1981 - Le troisième prix au Concours international de musique de Rome.

Il a donné plusieurs récitals au Canada et en Europe, notamment en France, en Allemagne et en Suisse, et s’est produit à plusieurs reprises sur les ondes de la Société Radio-Canada. 
Il commence à enseigner au Conservatoire de Val-d’Or en 1984, établissement qu’il dirige de 1986 à 1988. La même année, il devient directeur des études au Conservatoire de musique de Montréal. Il y a aussi enseigné l’orgue, l’improvisation à l’orgue et la formation auditive. Il compte parmi ses élèves : Isabelle Demers, Mélanie Barney, Éric Beaudoin, Lucie Beauchemin, Justin Desmarais, Sandra Simard, Denis Gagné et Matthieu Latreille.

## Compositions
À titre de compositeur, Le Buis a écrit plus d'une cinquantaine d’œuvres, la plupart pour orgue, où se manifestent principalement les influences de Bartók, Messiaen et Jehan Alain. 

### Œuvres pour orgue
- Cantilène modale, dédiée à Guy Charbonneau (1977)
- Suite pour le temps de Noël pour orgue et récitant (1983-86)
- Suite pour orgue (1987)
  - I. Choral
  - II.
  - III. Ricercare
- Variations sur « C'est la belle Françoise » pour pédalier solo (1987)
- Livre d'orgue (sur le nom de Raymond Daveluy) (1990)
  - Prélude
  - Fugue
  - Trio
  - Tierce en taille
  - Basse de trompette
  - Duo
  - Récit
  - Fantaisie
- Quatre Préludes pour piano (1991), une commande de la SRC
- Gethsémani (2000)
- Sonatine
  - I. Hommage à
  - II. Hommage à Ravel
  - III. Hommage à
- Prélude et fugue en mi bémol
- Fantaisie sur le choral « Nun komm, der Heiden Heiland »
- Sancti Spiritus pour orgue 4 mains
- Variations sur «Noël nouvelet »
- In memoriam
- In manus tuas, sortie pour le vendredi saint
- Hodie mecum eris in paradiso, 2ème parole du Christ
- Mulier, ecce filius tuus, 3ème parole du Christ
- Consummatum est, 6ème parole du Christ
- In manus tuas, 7ème parole du Christ
- Nocturne
- Prélude et fugue, dédié à Benoit Morel (2019)

### Œuvres pour voix
- Psaume du berger pour voix et piano
- Psaume 150 pour soprano (ténor) et piano
- Chant d'adieu pour ténor et piano
- Chant d'adieu pour ténor et orgue
- Messe « Aimons-nous les uns les autres » pour animateur, chœur et orgue
- Messe pour les paroisses pour animateur, chœur et orgue

### Œuvres pour autres instruments
- Sonata da chiesa pour hautbois, cor anglais et orgue
- Quatre mouvements pour hautbois et orgue